# Tinostoma
Tinostoma is een geslacht van vlinders uit de onderfamilie Macroglossinae van de familie pijlstaarten (Sphingidae).

## Soorten
- Tinostoma smaragditis (Meyrick, 1899)